# Dzień Niepodległości Teksasu
Dzień Niepodległości Teksasu (ang. Texas Independence Day) – święto w stanie Teksas w Stanach Zjednoczonych obchodzone corocznie 2 marca, w rocznicę ogłoszenia niepodległości Teksasu od Meksyku w roku 1836.
Choć obecnie Teksas jest częścią Stanów Zjednoczonych to święto obchodzone jest do dziś. 